# Max Purcell
Max Purcell, né le 3 avril 1998 à Sydney, est un joueur de tennis australien, professionnel depuis 2016.

## Carrière
Après avoir disputé quelques tournois en Australie, Max Purcell se lance sur le circuit professionnel en juillet 2016. Lors d'une tournée en Corée du Sud, il crée la surprise en remportant le tournoi Challenger de Gimcheon alors qu'il n'était classé que 762e mondial (il est le second joueur le plus mal classé à remporter un tournoi de cette catégorie depuis 2000). En finale, il pousse son compatriote Andrew Whittington à l'abandon alors qu'il mène 5-1 dans le dernier set. Ce résultat le fait gagner près de 400 places à l'ATP. Il atteint les demi-finales de ce même tournoi en 2018. En 2019, il est finaliste à Séoul. En 2020, il se qualifie pour la première fois à l'Open d'Australie où il s'incline au premier tour contre Jannik Sinner.
Parallèlement, il obtient de meilleures performances en double, remportant notamment sept tournois Challenger en 2019 avec Luke Saville et atteignant à la surprise générale la finale de l'Open d'Australie en 2020, après avoir éliminé la paire Rojer/Tecău au 2e tour puis Dodig et Polášek en demi-finale. Ils sont finalement battus par Rajeev Ram et Joe Salisbury. Il s'agit de la première paire australienne finaliste d'un tournoi du Grand Chelem depuis les Woodies en 2000.
Son nouveau statut l'oblige à se concentrer vers les épreuves de double du circuit ATP et à délaisser le simple faute de classement suffisant. En 2020, il atteint en double, la finale de l' Open d'Australie et en 2021, les quarts de finale à l'US Open. Il crée toutefois la surprise en simple lors du tournoi d'Eastbourne où, repêché des qualifications, il accède aux demi-finales après avoir battu le 18e mondial Gaël Monfils. Le mois suivant, il confirme en remportant son second Challenger à Noursoultan. Il participe ensuite aux Jeux olympiques à Tokyo où il remplace Andy Murray en simple et crée la sensation en éliminant le 15e mondial Félix Auger-Aliassime au premier tour (6-4, 7-62). Ces bonnes performances lui permettent d'obtenir une invitation pour l'US Open où il cède au premier tour en quatre sets contre Jannik Sinner. Il se distingue néanmoins en double mixte en étant demi-finaliste aux côtés de Dayana Yastremska. Fin septembre, il est finaliste du Challenger de Columbus.
En 2022, en double, associé à son compatriote Matthew Ebden, il atteint la finale à l'Open d'Australie et remporte le tournoi de Wimbledon face à la paire croate Mektić-Pavić.
Début 2023, lors d'une tournée en Inde, il réalise un triplé remarquable sur le circuit Challenger et s'adjugeant les tournois de Chennai, Bengalore et Pune. En l'espace de trois semaines, il passe du 203e rang mondial au top 100. Il dispute trois autres finales avant de faire ses débuts à Roland-Garros où il bat son compatriote Jordan Thompson au premier tour. Mi-août, il confirme ses progrès en sortant des qualifications à Cincinnati, en y battant Lloyd Harris (6-4, 6-4) et le numéro sept mondial, finaliste du dernier US Open, Casper Ruud (6-4, 3-6, 6-4), sa première victoire sur un Top 10. Il élimine ensuite le vétéran Stanislas Wawrinka (6-4, 6-2) et joue alors son premier quart de finale en Masters 1000 contre le tout jeune numéro un mondial Carlos Alcaraz, vainqueur de Wimbledon quelques semaines plus tôt. Il est battu logiquement mais gagne le premier set (6-4, 3-6, 4-6), lui qui avait pourtant failli ne pas arriver à temps pour disputer le tournoi.
Juste avant le tournoi de Wimbledon 2024, il parvient en finale du tournoi d'Eastbourne, sa première finale sur le circuit ATP. Sorti des qualifications, il domine les Serbes Laslo Djere (6-1, 4-6, 6-3) et Miomir Kecmanović (6-3, 7-6), l'Italien Lorenzo Sonego (6-4, 6-4) et le locale invité surprise en demi-finale Billy Harris (6-4, 4-6, 6-4). Il est battu en finale par l'Américain Taylor Fritz (4-6, 3-6).

## Palmarès

### Finale en simple
| No | Date       | Nom et lieu du tournoi             | Catégorie | Dotation  | Surface      | Vainqueur    | Score    |          |
| -- | ---------- | ---------------------------------- | --------- | --------- | ------------ | ------------ | -------- | -------- |
| 1  | 24-06-2024 | Rothesay International, Eastbourne | ATP 250   | 740 160 € | Gazon (ext.) | Taylor Fritz | 6-4, 6-3 | Parcours |

### Titres en double messieurs
| No | Date       | Nom et lieu du tournoi                                       | Catégorie | Dotation     | Surface      | Partenaire      | Finalistes                           | Score                      |          |
| -- | ---------- | ------------------------------------------------------------ | --------- | ------------ | ------------ | --------------- | ------------------------------------ | -------------------------- | -------- |
| 1  | 04-04-2022 | Fayez Sarofim & Co. US Men's Clay Court Championship Houston | ATP 250   | 594 950 $    | Terre (ext.) | Matthew Ebden   | Ivan Sabanov Matej Sabanov           | 6-3, 6-3                   | Parcours |
| 2  | 29-06-2022 | The Championships Wimbledon                                  | G. Chelem | 18 652 000 £ | Gazon (ext.) | Matthew Ebden   | Nikola Mektić Mate Pavić             | 7-65, 63-7, 4-6, 6-4, 7-62 | Parcours |
| 3  | 03-04-2023 | Fayez Sarofim & Co. US Men's Clay Court Championship Houston | ATP 250   | 642 735 $    | Terre (ext.) | Jordan Thompson | Julian Cash Henry Patten             | 4-6, 6-4, [10-5]           | Parcours |
| 4  | 16-10-2023 | Kinoshita Group Japan Open Tennis Championships Tokyo        | ATP 500   | 1 857 660 $  | Dur (ext.)   | Rinky Hijikata  | Jamie Murray Michael Venus           | 6-4, 6-1                   | Parcours |
| 5  | 05-02-2024 | Dallas Open Dallas                                           | ATP 250   | 756 020 $    | Dur (int.)   | Jordan Thompson | William Blumberg Rinky Hijikata      | 6-4, 2-6, [10-8]           | Parcours |
| 6  | 19-02-2024 | Mifel Tennis Open by Telcel Oppo Cabo San Lucas              | ATP 250   | 915 245 $    | Dur (ext.)   | Jordan Thompson | Gonzalo Escobar Aleksandr Nedovyesov | 7-5, 7-62                  | Parcours |
| 7  | 01-04-2024 | Fayez Sarofim & Co. US Men's Clay Court Championship Houston | ATP 250   | 661 585 $    | Terre (ext.) | Jordan Thompson | William Blumberg John Peers          | 7-5, 6-1                   | Parcours |
| 8  | 26-08-2024 | US Open New York                                             | G. Chelem | 33 977 000 $ | Dur (ext.)   | Jordan Thompson | Kevin Krawietz Tim Pütz              | 6-4, 7-64                  | Parcours |

### Finales en double messieurs
| No | Date       | Nom et lieu du tournoi                 | Catégorie | Dotation      | Surface      | Vainqueurs                        | Partenaire       | Score            |          |
| -- | ---------- | -------------------------------------- | --------- | ------------- | ------------ | --------------------------------- | ---------------- | ---------------- | -------- |
| 1  | 20-01-2020 | Australian Open Melbourne              | G. Chelem | 32 505 000 A$ | Dur (ext.)   | Rajeev Ram Joe Salisbury          | Luke Saville     | 6-4, 6-2         | Parcours |
| 2  | 26-10-2020 | Astana Open Noursoultan                | ATP 250   | 273 345 $     | Dur (int.)   | Sander Gillé Joran Vliegen        | Luke Saville     | 7-5, 6-3         | Parcours |
| 3  | 19-01-2022 | Australian Open Melbourne              | G. Chelem | 33 784 200 A$ | Dur (ext.)   | Thanasi Kokkinakis Nick Kyrgios   | Matthew Ebden    | 7-5, 6-4         | Parcours |
| 4  | 06-06-2022 | Libéma Open Bois-le-Duc                | ATP 250   | 648 130 €     | Gazon (ext.) | Wesley Koolhof Neal Skupski       | Matthew Ebden    | 4-6, 7-5, [10-6] | Parcours |
| 5  | 17-07-2023 | Infosys Hall of Fame Open Newport (RI) | ATP 250   | 642 735 $     | Gazon (ext.) | Nathaniel Lammons Jackson Withrow | William Blumberg | 6-3, 5-7, [10-5] | Parcours |
| 6  | 24-07-2023 | Atlanta Open Atlanta                   | ATP 250   | 737 170 $     | Dur (ext.)   | Nathaniel Lammons Jackson Withrow | Jordan Thompson  | 7-63, 7-64       | Parcours |
| 7  | 03-07-2024 | The Championships Wimbledon            | G. Chelem | 20 747 000 £  | Gazon (ext.) | Harri Heliövaara Henry Patten     | Jordan Thompson  | 67-7, 7-68, 7-69 | Parcours |

## Parcours dans les tournois duGrand Chelem

### En simple
| Année | Open d'Australie | Open d'Australie | Internationaux de France | Internationaux de France | Wimbledon       | Wimbledon        | US Open         | US Open               |
| ----- | ---------------- | ---------------- | ------------------------ | ------------------------ | --------------- | ---------------- | --------------- | --------------------- |
| 2020  | 1er tour (1/64)  | Jannik Sinner    | —                        | —                        | Annulé          | Annulé           | —               | —                     |
| 2021  | —                | —                | —                        | —                        | —               | —                | 1er tour (1/64) | Jannik Sinner         |
| 2022  | —                | —                | —                        | —                        | 1er tour (1/64) | Adrian Mannarino | —               | —                     |
| 2023  | 1er tour (1/64)  | Emil Ruusuvuori  | 2e tour (1/32)           | Yoshihito Nishioka       | 1er tour (1/64) | Andrey Rublev    | 1er tour (1/64) | Christopher O'Connell |
| 2024  | 2e tour (1/32)   | Casper Ruud      | 1er tour (1/64)          | Henri Squire             | 1er tour (1/64) | Otto Virtanen    | 2e tour (1/32)  | Tommy Paul            |

N.B. : à droite du résultat se trouve le nom de l'ultime adversaire.

### En double messieurs
| Année | Open d'Australie                                                                        | Open d'Australie                                                                     | Internationaux de France                                                             | Internationaux de France                                                             | Wimbledon                | Wimbledon                                                                              | US Open | US Open |
| ----- | --------------------------------------------------------------------------------------- | ------------------------------------------------------------------------------------ | ------------------------------------------------------------------------------------ | ------------------------------------------------------------------------------------ | ------------------------ | -------------------------------------------------------------------------------------- | ------- | ------- |
| 2017  | 1er tour (1/32) A. de Minaur \|\| style="text-align:left;" \| P. Carreño G. García      | —                                                                                    | —                                                                                    | —                                                                                    | —                        | —                                                                                      | —       |         |
| 2018  | 2e tour (1/16) Luke Saville \|\| style="text-align:left;" \| Łukasz Kubot Marcelo Melo  | —                                                                                    | —                                                                                    | —                                                                                    | —                        | —                                                                                      | —       |         |
| 2019  | 1er tour (1/32) Luke Saville \|\| style="text-align:left;" \| M. González Nicolás Jarry | —                                                                                    | —                                                                                    | 1er tour (1/32) Luke Saville \|\| style="text-align:left;" \| R. Lindstedt Tim Pütz  | —                        | —                                                                                      |         |         |
| 2020  | Finale Luke Saville                                                                     | Rajeev Ram Joe Salisbury                                                             | 1er tour (1/32) Luke Saville \|\| style="text-align:left;" \| P.-H. Herbert N. Mahut | Annulé                                                                               | Annulé                   | 1er tour (1/16) Luke Saville \|\| style="text-align:left;" \| K. Krawietz Andreas Mies |         |         |
| 2021  | 2e tour (1/16) Luke Saville \|\| style="text-align:left;" \| M. Ebden J.-P. Smith       | 1/8 de finale Luke Saville \|\| style="text-align:left;" \| J. S. Cabal Robert Farah | 1/8 de finale Luke Saville \|\| style="text-align:left;" \| J. S. Cabal Robert Farah | 1/4 de finale M. Ebden \|\| style="text-align:left;" \| Rajeev Ram Joe Salisbury     |                          |                                                                                        |         |         |
| 2022  | Finale M. Ebden                                                                         | T. Kokkinakis N. Kyrgios                                                             | 1er tour (1/32) M. Ebden \|\| style="text-align:left;" \| L. Sonego A. Vavassori     | Victoire M. Ebden                                                                    | Nikola Mektić Mate Pavić | 1/8 de finale M. Ebden \|\| style="text-align:left;" \| W. Koolhof Neal Skupski        |         |         |
| 2023  | 2e tour (1/16) J. Thompson \|\| style="text-align:left;" \| Hugo Nys J. Zieliński       | 2e tour (1/16) B. Shelton \|\| style="text-align:left;" \| F. Cabral Rafael Matos    | 1/8 de finale J. Thompson \|\| style="text-align:left;" \| W. Koolhof Neal Skupski   | 1er tour (1/32) J. Thompson \|\| style="text-align:left;" \| L. Harris M. Kecmanović |                          |                                                                                        |         |         |
| 2024  | 2e tour (1/16) J. Thompson \|\| style="text-align:left;" \| Hugo Nys J. Zieliński       | 1/8 de finale J. Thompson \|\| style="text-align:left;" \| S. Bolelli A. Vavassori   | Finale J. Thompson                                                                   | H. Heliövaara H. Patten                                                              | Victoire J. Thompson     | K. Krawietz Tim Pütz                                                                   |         |         |

N.B. : le nom du partenaire se trouve sous le résultat ; le nom des ultimes adversaires se trouve à droite.

### En double mixte
| Année | Open d'Australie                                                                     | Open d'Australie | Internationaux de France | Internationaux de France                                                               | Wimbledon                                                                        | Wimbledon                                                                          | US Open | US Open |
| ----- | ------------------------------------------------------------------------------------ | ---------------- | ------------------------ | -------------------------------------------------------------------------------------- | -------------------------------------------------------------------------------- | ---------------------------------------------------------------------------------- | ------- | ------- |
| 2021  | 1/4 de finale A. Rodionova \|\| style="text-align:left;" \| S. Sanders M. Polmans    | —                | —                        | 2e tour (1/16) M. Kostyuk \|\| Forfait                                                 | 1/2 finale D. Yastremska \|\| style="text-align:left;" \| G. Olmos M. Arévalo    |                                                                                    |         |         |
| 2022  | —                                                                                    | —                | —                        | —                                                                                      | 1er tour (1/16) S. Hunter \|\| style="text-align:left;" \| A. Klepač F. Polášek  | 2e tour (1/8) G. Dabrowski \|\| style="text-align:left;" \| L. Fernandez Jack Sock |         |         |
| 2023  | 2e tour (1/8) G. Dabrowski \|\| style="text-align:left;" \| L. Cabrera J.-P. Smith   | —                | —                        | —                                                                                      | —                                                                                | —                                                                                  | —       |         |
| 2024  | 1er tour (1/16) Ar. Rodionova \|\| style="text-align:left;" \| L. Siegemund S. Gillé | —                | —                        | 1er tour (1/16) D. Yastremska \|\| style="text-align:left;" \| E. Shibahara N. Lammons | 1er tour (1/16) D. Yastremska \|\| style="text-align:left;" \| I. Jovic K. Bigun |                                                                                    |         |         |

N.B. : le nom de la partenaire se trouve sous le résultat ; le nom des ultimes adversaires se trouve à droite.

## Participation auMasters

### En double
| Année | Ville | Surface    | Partenaire      | Résultats | Résultat final |
| ----- | ----- | ---------- | --------------- | --------- | -------------- |
| 2024  | Turin | Dur (int.) | Jordan Thompson | 2v, 2d    | Demi-finaliste |

## Parcours dans lesMasters 1000
| Année | Indian Wells        | Miami                 | Monte-Carlo | Madrid           | Rome | Canada            | Cincinnati               | Shanghai           | Paris                 |
| ----- | ------------------- | --------------------- | ----------- | ---------------- | ---- | ----------------- | ------------------------ | ------------------ | --------------------- |
| 2023  | —                   | —                     | —           | —                | —    | 2e tour A. Murray | 1/4 de finale C. Alcaraz | 1er tour Hsu Y.-h. | 1er tour K. Khachanov |
| 2024  | 1er tour G. Monfils | 1er tour M. Fucsovics | —           | 2e tour S. Korda | —    | —                 | 2e tour P. Carreño       | —                  | —                     |

N.B. : sous le résultat se trouve le nom de l’ultime adversaire.

## Victoires sur le top 10
Toutes ses victoires sur des joueurs classés dans le top 10 de l'ATP lors de la rencontre.
| Légende      |
| Grand Chelem |
| Masters 1000 |
| ATP 500      |
| ATP 250      |
| Coupe Davis  |

| # | M.P.  | Tournoi    | Année | Surface | Adversaire  | Rang | Tour | Score         |
| - | ----- | ---------- | ----- | ------- | ----------- | ---- | ---- | ------------- |
| 1 | no 70 | Cincinnati | 2023  | Dur     | Casper Ruud | no 7 | 1/16 | 6-4, 3-6, 6-4 |

## Classements ATP en fin de saison
| Année          | 2015 | 2016 | 2017 | 2018 | 2019 | 2020 | 2021 | 2022 | 2023 | 2024 |
| Rang en simple | 1431 | 324  | 278  | 287  | 222  | 239  | 176  | 223  | 45   | 105  |
| Rang en double | 1323 | 581  | 224  | 128  | 88   | 38   | 33   | 33   | 35   | 12   |

Source : (en) Classements de Max Purcell sur le site officiel de la Fédération internationale de tennis